# Печенюги
Печеню́ги — село в Україні, у Новгород-Сіверській міській громаді Новгород-Сіверського району Чернігівської області. До 2020 орган місцевого самоврядування — Печенюгівська сільська рада.
Населення становить 605 осіб.

## Історія
Існує версія, що назву село отримало від древнього народу печеніги.
За даними на 1859 рік у власницькому селі Новгород-Сіверського повіту Чернігівської губернії мешкало 1294 особи (619 чоловічої статі та 675 — жіночої), налічувалось 153 дворових господарства, існувала православна церква.
Станом на 1886 у колишньому власницькому селі Фаївської волості мешкало 1315 осіб, налічувалось 255 дворових господарств, існували православна церква, постоялий двір, 2 постоялих будинки, 2 лавки, 4 вітряних млини, 2 крупорушки.
За переписом 1897 року кількість мешканців зросла до 2017 осіб (1007 чоловічої статі та 1010 — жіночої), з яких 1993 — православної віри.
12 червня 2020 року, відповідно до розпорядження Кабінету Міністрів України № 730-р «Про визначення адміністративних центрів та затвердження територій територіальних громад Чернігівської області», увійшло до складу Новгород-Сіверської міської громади.
19 липня 2020 року, в результаті адміністративно - територіальної реформи та ліквідації колишнього Новгород-Сіверського району, село увійшло до новоствореного Новгород-Сіверського району Чернігівської області.

## Населення

### Мова
Розподіл населення за рідною мовою за даними перепису 2001 року:
| Мова       | Кількість | Відсоток |
| ---------- | --------- | -------- |
| російська  | 424       | 70.32%   |
| українська | 179       | 29.68%   |
| Усього     | 603       | 100%     |